# Knyszyn (gromada)
Knyszyn (1959–71 Zofiówka) – dawna gromada, czyli najmniejsza jednostka podziału terytorialnego Polskiej Rzeczypospolitej Ludowej w latach 1954–1972.
Gromady, z gromadzkimi radami narodowymi (GRN) jako organami władzy najniższego stopnia na wsi, funkcjonowały od reformy reorganizującej administrację wiejską przeprowadzonej jesienią 1954 do momentu ich zniesienia z dniem 1 stycznia 1973, tym samym wypierając organizację gminną w latach 1954–1972.
Gromadę Knyszyn z siedzibą GRN w mieście Knyszyn utworzono 1 stycznia 1972 w powiecie monieckim w woj. białostockim w związku z przeniesieniem siedziby GRN gromady Zofiówka z Zofiówki do Knyszyna i przemianowaniem gromady na gromada Knyszyn; równocześnie do gromady Knyszyn przyłączono Państwowe Gospodarstwo Rolne i Państwowe Gospodarstwo Rybackie Knyszyn z gromady Krypno oraz wieś Czechowizna ze znoszonej gromady Dziękonie
Gromada Knyszyn funkcjonowała przez dokładnie jeden rok (1972), czyli do kolejnej reformy gminnej. Z dniem 1 stycznia 1973 roku utworzono gminę Knyszyn.